# ID (album)
ID è il quarto album in studio del gruppo musicale italiano Equipe 84, pubblicato nel 1970.

## Storia
Nel 1970 il batterista del gruppo Alfio Cantarella era stato arrestato per possesso di hashish e la RAI decise quindi di escludere la band dalle sue trasmissioni.
C'era però in ballo la sigla del programma televisivo Il sapone, la pistola, la chitarra e altre meraviglie, una canzone omonima del programma scritta da Vito Pallavicini e Paolo Conte; la Ricordi riuscì a ottenere un accordo per cui Cantarella non sarebbe comparso in televisione e il gruppo avrebbe cambiato nome e così il relativo 45 giri venne inciso con Mike Shepstone dei Rokes alla batteria. Nell'estate 1970 Franco Ceccarelli abbandonò il gruppo e tentò con Ricky Gianco di formare una nuova versione dell'Equipe 84 che durò però molto poco e non incise dischi mentre Vandelli e Sogliani decisero di farsi aiutare in sala d'incisione, per realizzare un nuovo LP, dal tastierista Mario Totaro dei Dik Dik, dal cantante Donatello alla chitarra e dal batterista Franz Di Cioccio dei Quelli.
Il disco era fortemente influenzato dal genere progressive. Le prime tre canzoni erano legate l'una all'altra, c'era un brano che superava i sette minuti (fatto insolito per un gruppo come l'Equipe 84), e venivano impiegati molti strumenti etnici. Ma, un po' per il boicottaggio operato dalla RAI, un po' per il mutamento di genere, passò inosservato, diventando nel tempo una vera e propria rarità discografica. Oggi, nonostante la ristampa in CD del 1995, il vinile continua ad essere molto ricercato dai collezionisti.

## Brani
Il brano iniziale, ID, è basato sulle percussioni di tabla e sul flauto, e sfuma sul secondo brano, Buongiorno amico mio, che più di altri si ricollega alla produzione precedente ed è cantato da Vandelli e Sogliani insieme.
Jo è invece una delle prime canzoni in Italia dove si affronta il tema della droga, con la batteria di Di Cioccio in evidenza.
Padre e figlio, che, come si capisce dal titolo, è un dialogo tra un uomo e suo figlio (anticipando di un anno, nella struttura, la celebre Father & son di Cat Stevens, è cantata da Sogliani nella parte del papà e da Vandelli in quella del giovane.
La notte di san Luigi è un brano strumentale retto dalla chitarra elettrica distorta e dal Flanger.
Il brano conclusivo Fine non è altro che la versione strumentale di Buongiorno amico mio su cui, verso il finale, Sogliani e Vandelli recitano i ringraziamenti per le persone che hanno collaborato alla realizzazione del 33 giri.
Tutte le canzoni sono scritte per il testo e la musica da Maurizio Vandelli.
Tecnici del suono: Walter Patergnani e Carlo Martenet
Grafica: Clara Duranti e Cesarina Mastretta.

## Tracce
Lato A
Testi e musiche di Maurizio Vandelli.
1. ID – 2:26
2. Buon giorno amico mio – 3:26
3. La notte di verità – 3:30
4. Giochi d'amore – 3:41
5. Padre e figlio – 5:39

Lato B
Testi e musiche di Maurizio Vandelli.
1. Jo – 2:53
2. Un brutto sogno – 7:08
3. La notte di S. Luigi – 3:47
4. Il re dei re – 4:38
5. Fine – 3:53

## Formazione
Gruppo
- Maurizio Vandelli - voce (tranne Giochi d'amore), chitarra, flauto dolce
- Victor Sogliani - voce (in Giochi d'amore), basso

Altri musicisti
- Franz Di Cioccio - batteria, tabla indiani, bonghetti marocchini, maracas, tamburello, cembalo
- Donatello - chitarra, cori
- Mario Totaro - organo, pianoforte, mellotron, clavicembalo
- Gisella, Ornella, Agnese e Mariangela - cori